# فيكتوريا (ملكة السويد)
فيكتوريا ملكة السويد او فيكتوريا من بادن (بالألمانية: صوفي ماري فيكتوريا؛ 7 أغسطس 1862 – 4 أبريل 1930) كانت ملكة السويد من 8 ديسمبر 1907 حتى وفاتها في عام 1930، بصفتها زوجة الملك غوستاف الخامس.
تميزت فيكتوريا بنشاطها السياسي ذي الطابع المحافظ، خاصة خلال فترة التحول الديمقراطي في السويد. كما عُرفت بميولها المؤيدة لألمانيا خلال الحرب العالمية الأولى.

## الحياة المبكرة
وُلدت الأميرة فيكتوريا في 7 أغسطس 1862 في قصر كارلسروه في ولاية بادن الألمانية. كان والدها هو الدوق الأكبر فريدريك الأول من بادن، ووالدتها الأميرة لويز من بروسيا. سُمّيت فيكتوريا تيمنًا بخالتها بالزواج، ولية عهد بروسيا فيكتوريا، ابنة الملكة فيكتوريا ملكة المملكة المتحدة.
تلقت فيكتوريا تعليمها بشكل خاص داخل قصر كارلسروه، على يد مربيات ومعلمين خصوصيين، ضمن ما عُرف بـ"مدرسة القصر"، حيث كانت تدرس إلى جانب فتيات مختارات من الأرستقراطية. حظيت بتعليم تقليدي يُناسب الإناث من طبقتها الاجتماعية، مع تركيز على الفنون والموسيقى واللغات، وكانت تجيد العزف على البيانو، والرسم، كما كانت تتحدث الفرنسية والإنجليزية بطلاقة.
نشأت فيكتوريا في بيئة صارمة ذات طابع "إسبارطي"، تركز على الانضباط والواجب، حيث كانت والدتها، من بين أمور أخرى، تُلزمها بالنوم على مراتب قاسية وبجوار نافذة مفتوحة. كانت هذه الممارسات تُوصى بها آنذاك بوصفها مفيدة لصحة الأطفال وتُسهم في "تقوية" أجسامهم، لكن يُعتقد أن لهذه التربية أثرًا سلبيًا على صحة فيكتوريا لاحقًا في حياتها.
تم تثبيت فيكتوريا في سر التثبيت الكنسي عام 1878، وبعد ذلك بدأت الانخراط في الحياة الاجتماعية للكبار، وبدأت الأحاديث حول زواجها المحتمل.

## الوفاة
في أواخر حياتها، ومع تدهور حالتها الصحية، أوصى طبيبها أكسل مونته بأن تتوقف عن الإقامة في كابري، فعادت إلى السويد لفترة من الزمن، حيث قامت ببناء فيلا على الطراز الكابري هناك. وبعد ذلك، انتقلت للإقامة في روما.
كان آخر ظهور لها في السويد بمناسبة الذكرى السبعين لميلاد زوجها الملك غوستاف الخامس في يونيو 1928. توفيت في 4 أبريل 1930 داخل منزلها "فيلا سفيسيا" في روما، عن عمر ناهز 67 عامًا.